# Ransom Canyon
Ransom Canyon es una serie de televisión romántica de western basada en la serie de novelas de Jodi Thomas. Se estrenó en Netflix el 17 de abril de 2025.

## Sinopsis
Con tres dinastías ganaderas enfrentadas en una lucha por el control de la tierra, sus vidas y legados se ven amenazados por fuerzas externas decididas a destruir su forma de vida. En el centro de todo está el estoico ranchero Staten Kirkland, que intenta superar una pérdida devastadora y busca venganza. La única esperanza de Staten reside en los ojos y el corazón de Quinn O’Grady, amiga de la familia desde hace años y propietaria del salón de baile local. Pero mientras continúa la lucha por salvar Ransom, un vaquero misterioso llega al pueblo, desenterrando secretos del pasado. Con la presión en aumento, Staten lucha por proteger la tierra que llama hogar y el único amor que puede salvarlo de los demonios que lo atormentan.

## Reparto

### Principal
- Josh Duhamel as Staten Kirkland
- Minka Kelly as Quinn O'Grady
- Eoin Macken as Davis Collins
- Lizzy Greene as Lauren Brigman
- Garrett Wareing as Lucas Russell
- Marianly Tejada as Ellie Estevez
- Jack Schumacher as Yancy Grey
- Andrew Liner as Reid Collins
- James Brolin as Cap Fuller

### Recurrente
- Brett Cullen as Stanley Kirkland
- Kate Burton
- Meta Golding as Paula Jo
- Jaren Robledo
- Jennifer Ens as Ashley Keo
- Kenneth Miller as Freddie
- Niko Guardado as Tim O'Grady
- Justin Johnson Cortez as Kai
- Casey W. Johnson as Kit

### Invitados
- Philip Winchester
- Charley Crockett

## Episodios
| 1  | «No me dejes caer»                                   | Amanda Marsalis | April Blair              |
| 2  | «Tan cierto como el día es largo»                    | Amanda Marsalis | April Blair              |
| 3  | «A veces, meterse en líos es divertido»              | David McWhirter | Joe Fazzio               |
| 4  | «Ese chico es todo mi corazón»                       | David McWhirter | Paul Haapaniemi          |
| 5  | «Me encantan los buenos secretos»                    | Meera Menon     | Laura Nava               |
| 6  | «Tenemos que hablar sobre Reid»                      | Meera Menon     | Luca Rojas               |
| 7  | «Por la gracia de Dios»                              | Michael Offer   | Joe Fazzio               |
| 8  | «La mala semilla»                                    | Michael Offer   | April Blair y Joe Fazzio |
| 9  | «Sobre el para siempre»                              | Amanda Marsalis | Paul Haapaniemi          |
| 10 | «Tal vez ya es hora de que Yancy Grey muera también» | Amanda Marsalis | Paul Haapaniemi          |

## Producción
Netflix encargó la serie con una orden de 10 episodios en diciembre de 2023. April Blair creó la serie y es guionista y productora ejecutiva, junto con Dan Angel. La serie está basada en la serie de libros de Jodi Thomas. Amanda Marsalis dirige los dos primeros episodios.
El elenco está encabezado por Josh Duhamel y Minka Kelly, junto con James Brolin, Lizzy Greene y Eoin Macken. En enero de 2024, se anunció que 13 nuevos miembros se unirían al elenco, incluyendo Marianly Tejada, Jack Schumacher, Garrett Wareing y Andrew Liner, con Philip Winchester como estrella invitada. Meta Golding se unió al elenco en abril de 2024.
Los lugares de rodaje incluyeron Albuquerque, Santa Fe y Las Vegas entre febrero y junio de 2024.

## Estreno
La serie se estrenó el 17 de abril de 2025.